# Sarsilmaz

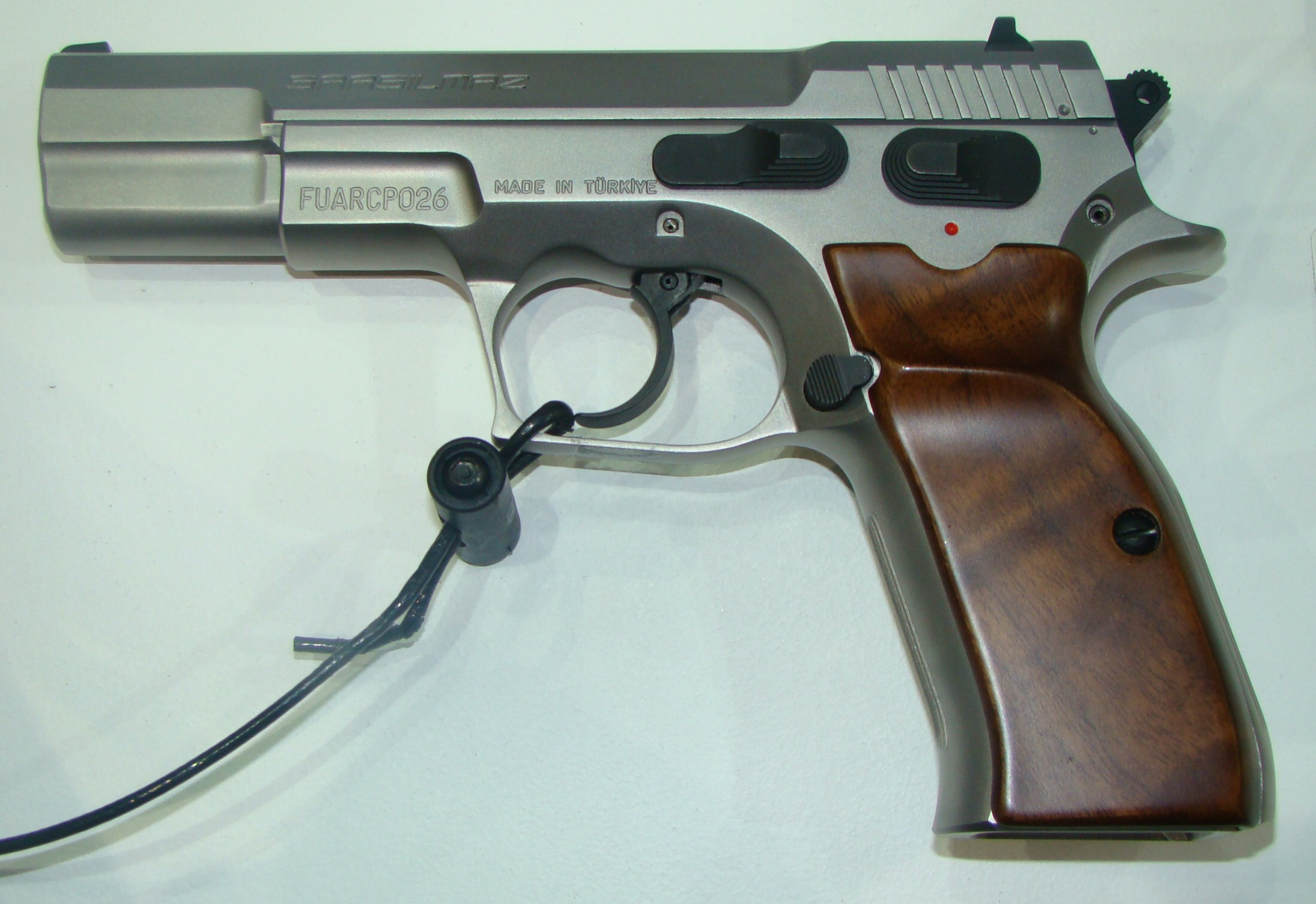
Pistolet 9 mm Sarsilmaz Kilinc 2000 Mega

Sarsilmaz – tureckie przedsiębiorstwo produkujące broń strzelecką. Swoje produkty wytwarza w fabryce mieszczącej się w mieście Düzce. Oferuje pistolety samopowtarzalne i strzelby przeznaczone na rynek cywilny i służb mundurowych.
Historia Sarsilmaz sięga 1880 roku w którym członkowie rodziny Abdŭllatif założyli w Düzce zakład rusznikarski. Obecnie broń produkowana jest w zbudowanej w latach 90 XX w. fabryce, której budynki maja łącznie 35000 m² powierzchni, co sprawia, że jest to jedna z największych prywatnych fabryk broni strzeleckiej Azji Zachodniej.